# Cucurbitales
Cucurbitales es el nombre de un taxón de plantas ubicado en la categoría de orden, comprendido por familias como Cucurbitaceae (calabazas, pepino, sandía, melón), Begoniaceae (1500 especies, muchas de ellas de valor ornamental) y otras. Se ubica a su vez en el clado "eurrósidas I" de las dicotiledóneas. Este orden prospera mayormente en áreas tropicales, con menor presencia en regiones subtropicales y templadas. Incluye arbustos, árboles, hierbas y enredaderas. Una de las principales características de Cucurbitales son las flores unisexuales, mayormente pentacíclicas, con pétalos, si están presentes, gruesos y punteados (Matthews y Endress, 2004). La polinización es usualmente realizada por insectos, pero también está presente la anemofilia (en Coriariaceae y Datiscaceae).
La hipótesis filogenética más moderna del orden y su clasificación en familias y géneros (con especial detalle en Cucurbitaceae) puede ser encontrada en Schaefer y Renner (2011).
Una descripción morfológica de Cucurbitaceae puede ser encontrada en Schaefer y Renner en Kubitzki (2011). Las familias más pequeñas de Cucurbitales están descriptas también en Kubitzki (2011) y además, en lo que concierne a sus caracteres florales y vegetativos, en Matthews y Endress (2004) y en Zhang et al. (2006, 2007), y estos trabajos también son una puerta de entrada hacia la vasta literatura morfológica de esas familias.

## Clasificación
La clasificación actual suele estar basada en el APG.